# Faking Bullshit
Faking Bullshit – Krimineller als die Polizei erlaubt! är en tysk komedifilm från 2020 i regi av Alexander Schubert med Erkan Acar, Adrian Topol, Susanne Schnapp, Alexander Hörbe, Sina Tkotsch och Bjarne Mädel i huvudrollerna. Filmen bygger på den svenska komedin Kopps från 2003. Filmen hade premiär på bio i Tyskland den 10 september 2020.

## Handling
I en fridfull, sömnig småstad i Nordrhein-Westfalen är poliserna Rocky, Deniz och paret Hagen och Netti i tjänst. Det finns knappt något att göra. Plötsligt dyker Tina upp som fått i uppdrag av en högre myndighet att avveckla station 23 på grund av bristande brottslighet. Till skillnad från den överordnande Rainer vill de fyra poliserna inte acceptera att deras station stängs ner.
För att rädda sina jobb och för att övertyga dem om behovet av deras tjänst försöker poliserna själva fejka brott och på så sätt simulera ett intensivt utredningsarbete. Den kraftigt ökade brottsligheten gör Tina misstänksam; hon misstänker att polisen kan ha något med det att göra. Under arbetets gång stöter poliserna dock på ett riktigt brottsfall, en konststöld, som Tina tidigare har utrett utan framgång.

## Rollista
- Erkan Acar — Deniz
- Adrian Topol — Rocky
- Susanne Schnapp — Anette "Netti" Wunderlich
- Alexander Hörbe — Hagen
- Sina Tkotsch — Tina
- Bjarne Mädel — Klaus
- Alexander von Glenck — Rainer
- Xenia Assenza — Adrienne
- Friderikke-Maria Hörbe — Simone Tangwongsan
- Reza Brojerdi — Yilmaz
- Maria Ehrich — Jasmin

## Produktion
Filmen spelades in mellan 30 september och den 8 november 2019 i Ahlen nära Münster.
Filmen producerades av Mavie Films i samproduktion med Pamy Mediaproductions, Gretchenfilm Filmproduktion, UMAK, True Illusions, Telepool och The Greater Fool.
Kristin Hofmann stod för kostymdesign, Marie-Luise Best för scenografi, Kai Unger för ljud, Antonia Petschow för smink och Karen Wendland för rollsättning.